# Mutō Nobuyoshi
Mutō Nobuyoshi (武藤 信義 Võ Đằng Tín Nghĩa), sinh ngày 15 tháng 7 năm 1868, mất ngày 27 tháng 7 năm 1933), là tư lệnh của đạo quân Quan Đông năm 1933, đại sứ Nhật Bản ở Mãn Châu quốc và là nguyên soái của Lục quân Đế quốc Nhật Bản.

## Tiểu sử
Sinh ra trong một gia đình cựu samurai ở miền Saga, sau khi tốt nghiệp từ Trường Sĩ quan Lục quân, Muto tham gia trong chiến tranh Trung-Nhật lần thứ nhất với chức Trung úy đội bộ binh. Sau chiến tranh ông được phong lên Đại úy, được gửi sang Nga hai lần với vai trò Tùy viên quân sự, dành thời gian nhiều ở Vladivostok và ở Odessa. Ông thông thạo tiếng Nga, điều này vô cùng quý báu trong cuộc Chiến tranh Nga-Nhật. Ông lên chức Thiếu tá, sau nữa là chức Đại tá, ông trở về Nhật Bản để chỉ huy lực lượng Vệ binh Hoàng gia.
Từ năm 1915 - 1916, Muto là trưởng phòng 2 (diễn tập), phòng 1 Bộ Tổng Tham mưu Đế quốc Nhật Bản. Từ năm 1917, ông làm tình báo quân sự và lãnh đạo cơ quan tình báo đặc biệt Harbin và tổ chức hoạt động tại Irkutsk và Omsk. Từ năm 1919- 1921, ông quay trở lại Bổ Tổng Tham mưu, trước năm 1921 ông được bổ nhiệm làm chỉ huy trưởng Sư đoàn 3 Lục quân và được cử sang tham gia cuộc Can thiệp Siberia chống lại Hồng quân.
Muto trở về Nhật Bản năm 1922, giữ chức Phó Tham mưu trưởng của Tổng bộ đến năm 1925, là thanh viên của Hội đồng chiến tranh từ năm 1925- 1926. Ông được bổ nhiệm chỉ huy lực lượng phòng vệ Tokyo trong thời gian ngắn trước khi đảm nhận chức Tổng tư lệnh Đạo quân Quan Đông, từ ngày 28 tháng 7 năm 1926 đến 26 tháng 8 năm 1927.
Ngày 26 tháng 8 năm 1927 đến 26 tháng 5 năm 1932, ông giữ chức Tổng Thanh tra đào tạo quân đội.
Đầu năm 1933, ông được thăng hàm Nguyên soái
Chẩn đoán là bị vàng da, Muto qua đời trong một bệnh viện ở Shinkyo, Mãn Châu quốc. Ông được phong Nam tước, tặng thưởng huân chương Diều hâu vàng (hạng 1) và huân chương Mặt trời mọc (hạng 1).
Mộ ông đặt trong đền thờ Gokoku-ji ở Tokyo.

### Sách
- Dupuy, Trevor N. (1992). Encyclopedia of Military Biography. I B Tauris & Co Ltd. ISBN 1-85043-569-3.
- Bix, Herbert B (2001). Hirohito and the Making of Modern Japan. Harper Perennial. ISBN 0-06-093130-2.
- Coox, Alvin (1990). Nomonhan: Japan Against Russia, 1939. Stanford University Press. ISBN 0804718350.